# Antonio Regalado
Antonio Regalado García (Madrid, 1932 - Estepona, 4 de junio de 2012) fue un hispanista, crítico literario y ensayista español.

## Biografía
Abandonó España a la edad de siete años, cuando su familia se exilió a causa de su ideología republicana por la Guerra Civil. Su padre, Antonio Regalado González, era catedrático de literatura en Reus y había ocupado cargos en el PSOE durante la II República y la guerra. Tras breves estancias en Santo Domingo y Cuba, pudo establecerse en Estados Unidos en 1946 y el hijo inició estudios regulares en un colegio de jesuitas de Boston. Después se licenció en la Universidad de Harvard y se doctoró en la de Yale con un estudio sobre la novela histórica en Galdós. Hizo su servicio militar de un año y medio en el portaaviones "Coral Sea", en 1956, año en que empezó a leer y estudiar profundamente a Pío Baroja. Enseñó también en la de Columbia y fue catedrático de literatura española en la Universidad de Nueva York hasta su jubilación, tras la cual se instaló en Estepona, provincia de Málaga. En EE. UU. conoció a poetas del exilio español como Jorge Guillén y Pedro Salinas, así como a otros que pasaron por allí, también de la Generación del 27, como Dámaso Alonso, y fue amigo en Harvard y Yale de miembros de la Generación Beat, como por ejemplo el poeta Gregory Corso, en cuyos activismos estuvo implicado. Comenzó a viajar por España a comienzos de los años ochenta como director del curso de cultura española que impartía su universidad en Madrid y redescubrió su país de origen; tras dirigir varios de estos cursos de posgrado para estudiantes americanos en Madrid, regresó en 1992 a Estados Unidos, pero decidió marcharse:

Allí ya estaba la costumbre de lo políticamente correcto, en la Universidad había un teléfono para delatar a los fumadores y los profesores dejaban abierta la puerta de sus despachos por la histeria del acoso sexual.

Se han discutido sus puntos de vista sobre Galdós, al que no considera tan progresista como el resto de los galdosianos. También escribió un ensayo sobre Unamuno: El siervo y el señor: la dialéctica agónica en Miguel de Unamuno, donde se aleja de las visiones que lo presentan como un autor preexistencialista y lo clasifica más bien como un escritor decimonónico y hegeliano. También investigó sobre las relaciones entre José Ortega y Gasset y Martin Heidegger en El laberinto de la razón: Ortega y Heidegger. Y consagró su obra maestra a un enorme libro (de más de mil quinientas páginas) sobre Pedro Calderón de la Barca, una vez más alejándose de las visiones tópicas sobre los autores en que trabajaba, dibujándolo como uno de los precursores de la modernidad junto con Descartes y Cervantes, y lo pone en contacto con las obras de Samuel Beckett, Leibniz, Hofmannsthal, Goethe, Schopenhauer y Walter Benjamin, recuperando la importancia cultural y literaria de sus autos sacramentales. Luego escribió en colaboración con su discípula Beth Lahoski Un paso en el tiempo: historias de hospitalidad a la vera del camino del Apóstol, sobre el Camino de Santiago, y publicó finalmente un ensayo sobre Pío Baroja, Leyendo a Baroja, donde mezcla sus lecturas con recuerdos de su vida y de la de su padre, el profesor republicano, y descubre la importancia de novelas como El hotel del cisne, entre otras, de manera que viene a ser esta obra una especie de autobiografía disfrazada. Quedó inédito un gran estudio sobre las fiestas populares españolas, que conocía profundamente.

## Obra
- Benito Pérez Galdós y la novela histórica española (1868-1912), Madrid: Ínsula, 1966.
- Verdugos y ejecutados en las novelas de Pío Baroja, Palma de Mallorca, 1966.
- El siervo y el señor: la dialéctica agónica en Miguel de Unamuno, Madrid: Gredos, 1968.
- El laberinto de la razón: Ortega y Heidegger, Madrid: Alianza Editorial, 1990.
- Calderón y los orígenes de la modernidad en el Siglo de Oro, Barcelona: Destino, 1995, 2 vols.
- Con Beth Ann Lahoski Un paso en el tiempo: historias de hospitalidad a la vera del camino del Apóstol, Sílez, 2005.
- Leyendo a Baroja, Sevilla: Renacimiento, 2011.